# Karl Tersztyánszky von Nádas
Karl Tersztyánszky von Nádas (Szakolcz, 28. listopada 1854. – Beč, 7. ožujka 1921.) je bio austrougarski general i vojni zapovjednik. Tijekom Prvog svjetskog rata zapovijedao je 3. armijom i 4. armijom na Istočnom bojištu.

## Vojna karijera
Karl Tersztyanszky je rođen 28. listopada 1854. u Szakolczu. Potječe iz stare mađarske plemićke obitelji kojoj je u 13. stoljeću od strane kralja Alberta IV. dodijeljeno selo Nadas od kada potomci obitelji nose titulu "von Nadas". Tersztyanszky pohađa gimnaziju u Olmützu, te nakon završetka vojne škole u St. Poltenu, pohađa Terezijansku vojnu akademiju u Bečkom Novom Mjestu. Nakon završetka iste, s činom poručnika od rujna 1877. služi u 8. dragunskoj pukovniji u Przemyslu. Nakon završetka Vojne akademije u Beču služi u stožeru korpusa gdje je u kolovozu 1886. promaknut u čin satnika. Godine 1891. postaje načelnikom stožera konjičke divizije u Jaroslavu, dok je u studenom 1892. promaknut u bojnika.
U proljeće 1896. postaje ravnateljem časničke škole u Neu Zuczskoj, da bi u svibnju 1877. preuzeo zapovjedništvo nad 1. dragunskom pukovnijom u Tarnopolu. U svibnju 1898. promaknut je u pukovnika, dok u rujnu 1903. dobiva zapovjedništvo nad 8. konjičkom brigadom koju dužnost obavlja do lipnja 1907. kada postaje zapovjednikom 2. konjičke divizije smještene u Pressburgu. U međuvremenu, u studenom 1904., unaprijeđen je u general bojnika, dok je u čin podmaršala promaknut u studenom 1908. godine. U travnju 1910. imenovan je zapovjednikom 14. pješačke divizije također sa sjedištem u Pressburgu, da bi dvije godine kasnije, u studenom 1912., postao zapovjednikom IV. korpusa smještenog u Budimpešti na čijem čelu dočekuje i početak Prvog svjetskog rata. U međuvremenu je, u travnju 1913., promaknut u čin generala konjice.

## Prvi svjetski rat
Na početku Prvog svjetskog rata IV. korpus kojim je zapovijedao Tersztyanszky nalazio se u sastavu 2. armije kojom je na Balkanskom bojištu zapovijedao Eduard von Böhm-Ermolli. Tersztyanszky s IV. korpusom sudjeluje u početnim borbama podržavajući 5. armiju kojom je zapovijedao Liborius von Frank. Međutim, početkom rujna IV. korpus je premješten na Istočno bojište u istočnu Galiciju kako bi pomogao XII. korpusu kojim je zapovijedao Hermann Kövess. Tersztyanszky u obrani istočne Galicije sudjeluje u teškim borbama oko Lemberga, te uspijeva zauzeti strateški važan prijevoj Uzsok, ali je njegovo napredovanje zaustavljeno nadmoćnim ruskim snagama. Nakon toga s IV. korpusom premješten je u Šlesku gdje u sastavu 2. armije sudjeluje u teškim borbama oko Szeczowa. 
U svibnju 1915. premješten je u Vojvodinu gdje postaje zapovjednikom Armijske grupe Tersztyanszky sa zadatkom obrane navedene pokrajine od upada srpske vojske. Idućih mjeseci Tersztyanszky razrađuje operativne planove za napad na Srbiju, te provodi intenzivnu obuku svojih jedinica sa svrhom predstojeće kampanje. Početkom rujna 1915. imenovan je zapovjednikom 3. armije. Međutim, na zapovjedništvu navedene armije ostaje manje od mjesec dana jer je zbog svojeg naglog temperamenta došao u sukob s ugarskim civilnim vlastima oko zapošljavanja civilnih radnika na vojnim objektima. Sukob je eskalirao, te je Tersztyanszky na zahtjev ugarskog ministra predsjednika Istvána Tisze krajem rujna 1915. smijenjen s mjesta zapovjednika 3. armije, te poslan na dopust.

Za doprinos u planiranju uspješnog napada na Srbiju Tersztyanszky je u studenom 1915. odlikovan Ordenom vojnog rada cara Leopolda, te je u svibnju 1916. promaknut u general pukovnika. U lipnju 1916. postaje zapovjednikom 4. armije zamijenivši na tom mjestu Josefa Ferdinanda. Zapovijedajući 4. armijom sudjeluje u zaustavljanju Brusilovljeve ofenzive u kojim borbama je 4. armija pretrpjela teške gubitke. Navedenom armijom zapovijeda do ožujka 1917. kada mjesto zapovjednika mora napustiti ponovno zbog svog teškog karaktera. Naime, Tersztyanszky dolazi u sukob s nadređenim zapovjednikom grupe armija Alexanderom von Linsingenom, te je na zahtjev njemačkog zapovjedništva smijenjen. Na mjestu zapovjednika 4. armije zamjenjuje ga Karl von Kirchbach, dok Tersztyanszky ponovno preuzima mjesto zapovjednika 3. armije koja je držala položaje u Galiciji.
U lipnju 1917. Tersztyanszkyjeva 3. armija napadnuta je od strane nadmoćnih ruskih snaga u Kerenskijevoj ofenzivi. Tersztyanszky nije uspio spriječiti prodor ruskih snaga, te se 3. armija uz teške gubitke morala povući 20 km unatrag. Iako je izgubljeni teritorij kasnije vraćen, to Tersztyanszkom nije pomoglo. S mjesta zapovjednika 3. armije smijenjen je 12. srpnja 1917. godine, te do kraja rata nije dobio novo zapovjedništvo na bojištu. 

## Poslije rata
Nakon završetka rata Tersztyanszky je 1. prosinca 1918. umirovljen. Nakon umirovljenja živio je u Beču gdje je 7. ožujka 1921. godine i preminuo u 67. godini života.

## Vanjske poveznice
(eng.) Karl Tersztyanszky na stranici Austro-Hungarian-Army.co.uk

(eng.) Karl Tersztyanszky na stranici Oocities.org

(rus.) Karl Tersztyanszky na stranici Hrono.ru

(češ.) Karl Tersztyanszky na stranici Valka.cz

(njem.) Karl Tersztyanszky na stranici Weltkriege.at
| Prethodnik:  | Zapovjednik 3. armije Karl Tersztyanszky | Nasljednik:    |
| Paul Puhallo | Zapovjednik 3. armije Karl Tersztyanszky | Hermann Kövess |

| Prethodnik:     | Zapovjednik 4. armije Karl Tersztyanszky | Nasljednik:        |
| Josef Ferdinand | Zapovjednik 4. armije Karl Tersztyanszky | Karl von Kirchbach |

| Prethodnik:        | Zapovjednik 3. armije Karl Tersztyanszky | Nasljednik: |
| Karl von Kirchbach | Zapovjednik 3. armije Karl Tersztyanszky | Karl Kritek |